# توماس ميكلسن
توماس ميكلسن (27 سبتمبر 1970 - ) هو لاعب كرة قدم نرويجي في مركز الوسط. لعب مع نادي شايد ونادي لين وDrøbak-Frogn IL ‏ وMoss FK ‏ وLanghus IL ‏.